# Verjovkakoor
Het Verjovkakoor is een professioneel volksmuziekensemble uit Oekraïne, dat op 11 september 1943 in Charkiv werd opgericht en sinds 1944 gevestigd is in Kiev. Sinds 2015 telt het koor meer dan 150 leden en is het het grootste Oekraïense beroepskoor. Het bestaat drie groepen: koor, orkest en dans.

## Geschiedenis

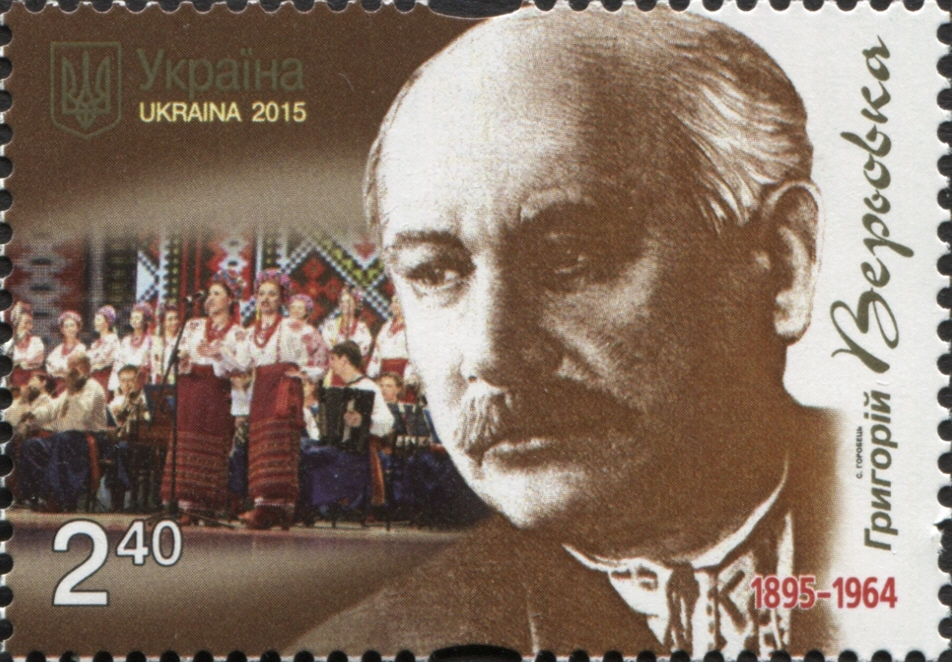
Hryhorij Verjovka

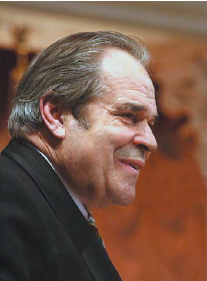
Anatolij Avdijevsky

De oprichter en eerste dirigent van het koor was de Oekraïense componist en koordirigent Hryhorij Verjovka (1895–1964), die het samen met zijn vrouw, Eleonora Skryptsynska, leidde. Oorspronkelijk bestond het ensemble uit 134 leden: een uit 84 zangers bestaand koor, een orkest met 34 leden en 16 dansers. Onder Verjovka’s leiding trad het ensemble op met Oekraïense volksmuziek in diverse steden van de Sovjet-Unie, maar ook in Roemenië (1952, 1956), Polen (1953), Finland (1954), België en Luxemburg (1958), Duitsland (1959), Joegoslavië (1962) en andere landen.
In 1965 werd het ensemble naar zijn oprichter vernoemd en in datzelfde jaar nam Anatolij Avdijevsky de leiding over. Hij was de eerste die academisch geschoolde vrouwenstemmen aan een volksmuziekkoor toevoegde, omdat hij niet tevreden was over het klassieke eenstemmige geluid van vrouwenkoren, zoals in sommige regio's van Oekraïne gebruikelijk was. Hierdoor werden de uitvoeringsmogelijkheden aanzienlijk uitgebreid. Avdijevsky bleef dirigent tot zijn overlijden in 2016. Na zijn dood werd het koor tot 2021 geleid door Zenovij Korinets. Sindsdien wordt de functie waargenomen door Ihor Koeryliv.
Het Verjovkakoor is op tournee geweest in onder meer Mexico, Canada, Frankrijk, Zwitserland, Rusland, Wit-Rusland, Polen en Duitsland, en neemt traditiegetrouw deel aan grote Oekraïense staatsevenementen. Het koor heeft vele nationale en internationale prijzen gekregen, waaronder de zilveren medaille van de Wereldvredesraad voor zijn grote bijdrage aan vrede en vriendschap tussen volkeren. Daarnaast heeft het koor meerdere titels gekregen, die aan de naam werden toegevoegd: Verdienstelijk in 1965, Academisch sinds 1974 en Nationaal in 1997. In 2019 is er over het koor een film gemaakt.
Het koor beschikt over een "creatief laboratorium", dat zich toelegt op het authentiek uitvoeren van volksliederen, en over een folkloregroep die zich bezighoudt met het opnemen en opschrijven van volksmuziek en ook een eigen concertserie organiseert.

## Repertoire
De kern van het repertoire wordt gevormd door Oekraïense folklore, maar ook door liederen en dansen van andere volken. Veel van de arrangementen van Oekraïense volksliederen zijn gemaakt door de oprichter van het koor, Hryhorij Verjovka, en worden gekenmerkt door technieken als het zingen met een lage vrouwenstem, het afwisselen van tweestemmigheid met unisono, het zingen in parallelle kwinten, tertsen en drieklanken alsmede diverse subvocale en polyfone technieken. Ook heeft het koor werken uitgevoerd van Borys Ljatosjynsky, Levko Revoetsky, Mykola Lysenko en andere Oekraïense componisten. In 2011 bracht het koor de première van de folkloristische opera Koly tsvite paporot’ ("When the fern blossoms") van Jevhen Stankovytsj, die in de Sovjettijd verboden was. In de tweede helft van de jaren 2010 voerde het koor ook Krim-Tataarse, Hongaarse en Poolse composities uit. In de Sovjettijd bracht het koor ook liederen ter ere van de communistische partij en hoge partijfunctionarissen. 